# Roberto Enríquez
Roberto Enríquez Asenjo (Fabero, León, 20 de enero de 1968) es un actor español de cine, teatro y televisión, reconocido por sus interpretaciones en obras clásicas, en películas como El alquimista impaciente y en series como Hispania, la leyenda, La Señora y, más recientemente, Vis a vis, El embarcadero, El desorden que dejas o La cocinera de Castamar.

## Carrera artística
Al igual que sus padres, Roberto Enríquez nació en Fabero, pueblo de la provincia de León, pero vivió y se formó profesionalmente en Valladolid, hasta que se desplazó a Madrid para empezar su carrera como actor.
Su formación empieza en la Escuela de Arte Dramático de Valladolid, donde estudió entre los años 1986 y 1989. Posteriormente fue alumno del Laboratorio Teatral de William Layton (1989-1992), continuó preparándose en el Estudio Actoral Juan Carlos Corazza (1994-1998), y realizó cursos de Interpretación impartidos por Augusto Fernández desde 1999 a 2002.
Sus inicios fueron en el teatro a finales de los ochenta, concretamente en la obra Como gustéis. Después interpretó otras obras de William Shakespeare (Hamlet, El mercader de Venecia) y clásicos griegos (la Orestíada). Su interpretación en La gaviota, dirigida por Amelia Ochandiano en 2002-2003, lo llevó a estar nominado para los premios Max y en los premios Unión de Actores del año 2003, en la categoría de Mejor actor protagonista. Dicha obra contó también con los actores Carmen Elías, Silvia Abascal, Marta Fernández Muro y Pedro Casablanc, entre otros. En el año 2005 interpretó a Virgilio en la obra Infierno basada en la Divina Comedia de Dante Alighieri y dirigida por Tomaž Pandur.
Su popularidad comienza al trabajar en televisión. Se inicia en la serie Colegio Mayor en 1994, donde compartía papel con intérpretes consagrados como Antonio Resines, Enrique San Francisco o Jorge Sanz, y otras jóvenes promesas como Ángeles Martín, Daniel Guzmán, Cayetana Guillén Cuervo, Lola Baldrich o Achero Mañas entre otros. Su debut en el cine fue en 1999 en la película de Manuel Iborra, Pepe Guindo, protagonizada por Fernando Fernán Gómez. Aparece en la serie 7 vidas y tiene un papel destacado en la película Marta y alrededores protagonizada por Marta Belaustegui. Luego aparece en distintas series como Ellas son así y Pepa y Pepe, entre otras. En el 2002 se hace más conocido, para el público, por su papel en Esencia de poder, una telenovela emitida por Telecinco y con Marián Aguilera como contrapunto femenino.
Deja la serie para protagonizar la película El alquimista impaciente de Patricia Ferreira sobre la novela homónima de Lorenzo Silva, por la que es nominado como Mejor Actor Revelación en los Premios Goya del 2003. No abandona la televisión y aparece en series de éxito como Hospital Central, para luego pasar a coprotagonizar con Sancho Gracia, Cayetana Guillén Cuervo y Sergio Peris-Mencheta la serie de televisión  Lobos. En 2004 protagoniza El principio de Arquímedes del director Gerardo Herrero y de nuevo compartiendo cartel con Marta Belaustegui. Repite con Gerardo Herrero con Los aires difíciles (adaptación de una novela de Almudena Grandes). También en 2004 protagoniza Nubes de Verano de Felipe Vega. En 2006 interpreta el papel de Paolo Orsini en la superproducción española Los Borgia. En 2007 protagoniza la serie Quart, el hombre de Roma inspirada en una obra de Arturo Pérez-Reverte con compañeros de reparto como Ana Álvarez, José María Pou, Daniel Grao, Mingo Ràfolls, Biel Durán. Participa en la miniserie que narra las aventuras del famoso atracador de banco El solitario, interpretando al inspector Daniel Figuera. En febrero de 2008 protagoniza en el Teatro Español Don Juan, príncipe de las tinieblas dirigido por Hermann Bonnín.
En marzo de 2008 empieza la emisión de la primera temporada, de la serie La Señora que protagoniza junto a Rodolfo Sancho y Adriana Ugarte, serie de Diagonal TV, para TVE dirigida por Jordi Frades y escrita por Virginia Yagüe, y que cuenta con un reparto de lujo, con actores como Ana Wagener, Berta Ojea, Raúl Prieto, Raúl Peña, Carmen Conesa, Pepo Oliva, Alberto Ferreriro y que en la primera temporada contó también con Alberto Jiménez y Laura Domínguez, entre otros. La serie consta de tres temporadas, emitidas en la cadena pública hasta principios del 2010.
En julio de 2008 estrenó Eskalofrío de Isidro Ortiz y en octubre de 2008, No me pidas que te bese porque te besaré de Albert Espinosa, tiene por estrenar "Vidas pequeñas" prevista para el 2009 (sin fecha definitiva). En octubre de 2008, finalizó el rodaje de la película Gordos de Daniel Sánchez Arévalo estrenada el 11 de septiembre de 2009.
Nominado para los XVIII premios Unión de Actores 2008, en la categoría de Actor Protagonista de Televisión, por su papel en la serie de Televisión Española La Señora y quedando finalista de esta edición.
Galardonado en el I Festival de Televisión y Cine Histórico Ciudad de León, con el premio, Mención Especial del Jurado, en la categoría de Televisión, por su labor interpretativa en la serie de ficción ‘La Señora.
A finales de 2009, rueda, la tvmovie que llevará el título ‘La Duquesa’ basada en la vida de la duquesa Cayetana de Alba y que comprende la etapa de la vida de esta aristócrata comprendida entre su nacimiento y hasta el año 1972, que enviuda de su primer marido. Roberto Enríquez, interpreta a Luis Martínez de Irujo, primer marido de la duquesa y padre de sus seis hijos, producción dirigida por Salvador Calvo para Telecinco. Le acompañan en el reparto actores de la talla de Adriana Ozores, Irene Visedo, Carlos Hipólito, entre otros y se estrena en televisión en abril de 2010.
En los XIX Premios Unión de Actores, es galardonado con el premio de Actor Protagonista de televisión, por la serie La Señora.
El 22 de abril de 2010, estrena en el teatro Arriaga de Bilbao, la obra 19:30 escrita por Patxi Amezcua, codirigida por Alfonso Fernández y Ramón Ibarra, una producción conjunta entre de K. Producciones, y el teatro Arriaga. En el reparto encontramos junto a Roberto Enríquez a Fernando Cayo, Ana Wagener, Ales Furundarena, Nerea Garmendia, Oscar Sánchez Zafra, Rafael Martín, Nikel Losada y Ramón Ibarra. Esta prevista gira de la obra, a lo largo del año 2010, que Roberto Enríquez, lleva a cabo hasta el 21 de agosto de 2010.
En abril de 2010 inicia el rodaje de ‘La princesa de Éboli‘, película para televisión producida, por nostro TV, para Antena 3 Televisión,  La ficha artística la componen los siguientes actores: Belén Rueda, Hugo Silva, Eduard Fernández, Michelle Jenner, Roberto Enríquez, Pedro Casablanc, Nathalie Poza, Álex Angulo, Nuria Mencía, Petra Martínez, Ferrán Rañé. TV-Movie emitida en Antena 3 televisión en octubre de 2010.
En julio de 2010, inicia el rodaje de Hispania, serie para Antena 3 Televisión, producida por Bambú Producciones y donde interpretará a un personaje histórico real, Viriato, líder lusitano que hizo frente a la expansión de Roma. Serie estrenada en Antena 3 Televisión en octubre de 2010. El rodaje de la segunda temporada se inicia febrero de 2011 y es emitida por la cadena de enero a junio de 2011. En septiembre de 2011 empieza el rodaje de la tercera temporada; en ella se dará muerte al personaje de Viriato. Esta temporada de desenlace de la serie, solo consta de tres episodios.
Vidas pequeñas, de Enrique Gabriel, trabajo de Roberto Enríquez rodado en 2005, se ha presentado en el 55º Festival de cine de Valladolid (Seminci), en el marco de la sección oficial del certamen, película dirigida por este director argentino, y cuyo reparto lo encabezan: Emilio Gutiérrez Caba, Ángela Molina, Alicia Borrachero, Roberto Enríquez y Ana Fernández, Francisco Boira, entre otros y estrenada comercialmente el 18 de marzo de 2011.
Participa en los primeros capítulos de 14 de Abril, la República y concluye su participación con el cierre de su personaje de La Señora, el marqués Gonzalo Lopéz, en los capítulos 7 y 8.
El 9 de marzo de 2012 estrena en Avilés la obra de teatro Málaga. de autor suizo Lukas Bärfuss con dirección de Aitana Galán y con Ana Wagener y Críspulo Cabezas como compañeros de reparto, la obra tiene prevista una gira nacional para el año 2012.
En marzo de 2012 rueda un corto dirigido por Jorge Roelas, titulado ‘'Guatsap'’ y cuyo compañero de reparto es el actor Francisco Boira.
Dirige a Ana Wagener en la lectura Dramatizada de ‘'Tuya'’ novela homónima de Claudia Piñeiro, adaptada por Marcos Carnevale, representada en la Universidad Internacional Menéndez Pelayo (UIMP) en el ciclo 'Noches en la biblioteca'.
Realiza dentro del ciclo 'Calle 13' de Microteatro por dinero, la obra Metro 13, Texto y Dirección de Kike Maíllo y cuyos intérpretes son Roberto Enríquez y Celia Freijeiro.
El 31 de enero de 2013 reestrena la obra de teatro Málaga de Lukas Bärfuss en el Teatro del Arte de Madrid.
A finales de marzo de 2013 iniciará el rodaje de los capítulos de la segunda temporada de la serie de televisión Isabel en los cuales interpretará a Muley Hacén, Sultán del reino de Granada y padre de Boabdil.
Ganó el premio a mejor actor protagonista en los XXII Premios Unión de Actores por su trabajo en Hispania, la leyenda.
Junio de 2013 Doña Perfecta de Benito Pérez Galdós en el papel de Pepe Rey versión de Ernesto Caballero para el Centro Dramático Nacional en el X Congreso Galdosiano de las Palmas de Gran Canaria y posteriormente en el teatro María Guerrero de Madrid.
Finalista en los XXIII Premios Unión de Actores y actrices como actor protanista de televisión por 'Isabel' 
Representará en el Teatro Valle-Inclán desde el 8 de mayo al 15 de junio de 2014 [Como gustéis]]' de William Shakespeare dirigido por Marco Carniti para el CDN.
Forma parte del elenco de Garantía personal, película dirigida por Rodrigo Rivas, producida por Derivas Films y rodada en el mes de septiembre de 2014.
'Fausto'. Basado en la obra de Johann Wolfgang von Goethe, en versión de Tomaž Pandur, Lada Kaštelan y Livia Pandur y con dirección de Tomaž Pandur
En febrero de 2015 comienza la grabación de nueva serie de Globomedía, Vis a vis, interpreta Fabio, funcionario de prisiones y expolicía
El 12 de febrero de 2016 estrena la obra de Teatro El pequeño poni, escrita por Paco Bezerra y dirigida por Luis Luque, donde comparte cartel con María Adánez
Nominado a los XXV Premios Unión de Actores y Actrices a Actor protagonista de Televisión por Vis a vis.
En 2024 se sube al escenario de la sala Sala Max Aub (Nave 10) con la obra El perro del Teniente escrita por Josep M. Benet i Jornet Dirección Pilar Valenciano.
En marzo 2023 inicia el rodaje de la película “Aves de corral” bajo el guion y la dirección de Antonio Vicent y con un reparto formado por Chechu Salgado, Diego Anido, Olivia Baglivi, José Luis García Pérez, Roberto Enríquez, Pedro Casablanch, Daniel Ibañez, Clara Alvarado, Antonio Durán Morris, Roberto García y Belén Écija. Producida por V Entertainment.
En 2025, juega en Los cuernos de don Friolera de Manuel del Valle-Inclán, en el Teatro del Canal, en Madrid, alternando varios papeles, en una obra con mucho juego, danza, música, risa y llanto, caricatura, excesos, un esperpento total.

## Cine
| Año  | Título                                             | Director                        |
| ---- | -------------------------------------------------- | ------------------------------- |
| 2023 | Todos los nombres de Dios                          | Daniel Calparsoro               |
| 2023 | Nudo (Cortometraje)                                | Herminio Cardiel                |
| 2022 | La manzana de oro                                  | Jaime Chávarri                  |
| 2016 | Garantía Personal                                  | Rodrigo Rivas                   |
| 2012 | Guatsap (Corto)                                    | Jorge Roelas                    |
| 2009 | Gordos                                             | Daniel Sánchez Arévalo          |
| 2007 | No me pidas que te bese, porque te besaré          | Albert Espinosa                 |
| 2007 | Vidas pequeñas                                     | Enrique Gabriel                 |
| 2007 | El edén perdido (TV movie)                         | Manuel Estudillo                |
| 2006 | Suspiros del corazón                               | Enrique Gabriel                 |
| 2006 | Eskalofrío                                         | Isidro Ortiz                    |
| 2006 | Los Borgia                                         | Antonio Hernández               |
| 2005 | Los aires difíciles                                | Gerardo Herrero                 |
| 2005 | AzulOscuroCasiNegro                                | Daniel Sánchez Arévalo          |
| 2005 | La culpa del alpinista (Corto)                     | Daniel Sánchez Arévalo          |
| 2004 | Canciones de invierno (Corto)                      | Félix Viscarret                 |
| 2003 | Nubes de verano                                    | Felipe Vega                     |
| 2003 | El principio de Arquímedes                         | Gerardo Herrero                 |
| 2003 | Aunque estés lejos                                 | J. C. Tabío                     |
| 2003 | La mirada violeta                                  | Nacho de la Paz y Jesús Ruiz    |
| 2002 | El alquimista impaciente                           | Patricia Ferreira               |
| 2001 | La mujer de mi vida                                | Antonio del Real                |
| 2000 | Al alcance de tu mano (TV movie)                   | Antonio Hernández               |
| 2000 | Sé quién eres                                      | Patricia Ferreira               |
| 1999 | Marta y alrededores                                | Nacho Pérez de la Paz y J. Ruiz |
| 1999 | Cada día hay más besos (corto 20’)                 | Gregorio Guzmán                 |
| 1998 | Pepe Guindo                                        | Manuel Iborra                   |
| 1997 | Pequeña historia de amor en tres actos (corto 17’) | Antonio Hens                    |
| 1989 | Si me las das me las tomo                          | Miguel Ángel Lira               |

## Televisión
| Año/s       | Serie                                  | Personaje                | Canal                 | Notas        |
| ----------- | -------------------------------------- | ------------------------ | --------------------- | ------------ |
| 1994        | Colegio Mayor                          | Lucas                    | Telemadrid            | 14 episodios |
| 1995        | Mar de dudas (el destino en tus manos) | Hamid                    |                       | 2 episodios  |
| 1996        | Pepa y Pepe                            | Pol                      | TVE                   | 8 episodios  |
| 1999        | Ellas son así                          | Luis                     | Telecinco             | 3 episodios  |
| 1999        | 7 vidas                                | Juanma                   | Telecinco             | 1 episodio   |
| 2002        | Esencia de poder                       | Javier Márquez           | Telecinco             | 22 episodios |
| 2002        | Hospital Central                       | Juan Solana              | Telecinco             | 10 episodios |
| 2005        | Lobos                                  | Jaime                    | Antena 3              | 9 episodios  |
| 2005        | Estudio 1                              | Alesio                   | TVE                   | 1 episodio   |
| 2006        | Quart                                  | Lorenzo Quart            | Antena 3              | 6 episodios  |
| 2007        | Yo soy el Solitario                    | Daniel Figuera           |                       | 2 episodios  |
| 2008 - 2009 | La Señora                              | Gonzalo López            | TVE                   | 39 episodios |
| 2009        | La Duquesa                             | Luis Martínez de Irujo   | Telecinco             | 2 episodios  |
| 2010        | La princesa de Éboli                   | Juan de Escobedo         | Antena 3              | 2 episodios  |
| 2010 - 2012 | Hispania, la leyenda                   | Viriato                  | Antena 3              | 20 episodios |
| 2011        | 14 de abril. La República              | Gonzalo López            | TVE                   | 3 episodios  |
| 2013        | Isabel                                 | Mulay-Hacén              | TVE                   | 6 episodios  |
| 2015 - 2017 | Vis a vis                              | Fabio Martínez León      | Antena 3 / FOX España | 25 episodios |
| 2017        | Gigantes                               | Ortiz                    | Movistar+             | 7 episodios  |
| 2018 - 2019 | Todo por el juego                      | Mariano Hidalgo          | Movistar+             | 16 episodios |
| 2019 - 2020 | El embarcadero                         | Teniente Conrado         | Movistar+             | 16 episodios |
| 2020        | El desorden que dejas                  | Mauro Muñiz              | Netflix               | 8 episodios  |
| 2021        | La cocinera de Castamar                | Duque de Castamar        | Antena 3              | 12 episodios |
| 2022        | Montecristo                            | Fernando Álvarez Mondego | Vix+                  | 6 episodios  |
| 2025        | La Moderna                             | Abel Ramallo             | La 1                  | 30 episodios |

## Teatro
| Año       | Obra | Director/a                              |
| 2024      | El Perro del Teniente                                                                                             | Pilar Valenciano                        |
| 2020      | ¡Nápoles millonaria!                                                                                              | Antonio Simón                           |
| 2019      | La vuelta de Nora                                                                                                 | Andrés Lima                             |
| 2017/18   | Arte | Miguel del Arco (Kamikaze producciones) |
| 2016      | El pequeño poni                                                                                                   | Luis Luque                              |
| 2016      | La rosa tatuada                                                                                                   | Carme Portacelli (C.D.N)                |
| 2014/15   | Fausto, basado en la obra de Johann Wolfgang von Goethe en versión de Tomaž Pandur, Lada Kaštelan y Livija Pandur | Tomaž Pandur (C.D.N)                    |
| 2014      | Como gustéis de William Shakespeare, versión de María Fernández Ache                                              | Marco Carniti (C.D.N)                   |
| 2013      | Doña Perfecta de Benito Pérez Galdós, versión de Ernesto Caballero                                                | Ernesto Caballero (C.D.N)               |
| 2012-2013 | Málaga de Lukas Bärfuss                                                                                           | Aitana Galán                            |
| 2010      | 19:30 de Patxi Amezcua                                                                                            | Alfonso Fernández y Ramón Ibarra        |
| 2008      | Don Juan, Príncipe de las tinieblas, de Josep Palau i Fabre                                                       | Hermann Bonnín (Teatro Español, Madrid) |
| 2006      | Siglo XX... que estás en los cielos, de David Desola                                                              | Blanca Portillo                         |
| 2006      | Barcelona mapa de sombras, de Lluisa Cunillé                                                                      | Laila Ripoll (C.D.N.)                   |
| 2005      | El infierno, según Dante                                                                                          | Tomaz Pandur (C.D.N.)                   |
| 2004/05   | En tierra de nadie de Danis Tanovic Adaptación: Ernesto Caballero                                                 | Roberto Cerdá.                          |
| 2002/03   | La gaviota, de Antón Chéjov                                                                                       | Amelia Ochandiano.                      |
| 1999/00   | Más al sur de Carolina del Sur, de Arturo Sánchez Velasco                                                         | L. M. González                          |
| 1998/99   | Bodas de sangre, de Federico Garcia Lorca                                                                         | Paco Suárez                             |
| 1997/98   | Mucho ruido y pocas nueces, de W. Shakespeare                                                                     | J. C. Corazza                           |
| 1995/96   | La boda de los pequeños burgueses, de Bertolt Brecht                                                              | Luis Olmo                               |
| 1995      | Terror y miseria del Tercer Reich, de Bertolt Brecht                                                              | José Pascual                            |
| 1994      | Háblame de la lluvia, y déjame escuchar, de Tennessee Williams                                                    | Charo Amador                            |
| 1992/93   | El mercader de Venecia, de Shakespeare                                                                            | José Carlos Plaza                       |
| 1991/92   | Las comedias bárbaras, de Valle-Inclán                                                                            | José Carlos Plaza                       |
| 1991/92   | Cuatro piezas cortas                                                                                              | José Pedro Carrión                      |
| 1990      | La Orestíada, de Esquilo                                                                                          | J. C. Plaza                             |
| 1989/92   | Hamlet, de W. Skakespeare                                                                                         | J. C. Plaza                             |
| 1988      | Como gustéis, de William Shakespeare                                                                              | Charo Amador                            |

- Teatro Español, ed. (marzo de 2008). «Actores y Músicos». Don Juan, Príncipe de las Tinieblas. Ángel Facio (Primera edición). p. 210. ISBN 978-84-87744-39-6.

## Premios y nominaciones
| Certamen o Premio                                        | Año  | Categoría                        | Resultado | Película/Obra Teatral    |
| -------------------------------------------------------- | ---- | -------------------------------- | --------- | ------------------------ |
| XXIII Premios Unión de Actores y Actrices                | 2014 | Actor Protagonista de televisión | FINALISTA | Isabel                   |
| XXII Premios Unión de Actores y Actrices                 | 2013 | Actor Protagonista de televisión | GANADOR   | Hispania, la leyenda     |
| XIX Premios Unión de Actores                             | 2010 | Actor Protagonista de televisión | GANADOR   | La Señora                |
| I Festival de Televisión y Cine histórico Ciudad de León | 2009 | Mención especial del jurado      | GANADOR   | La Señora                |
| XVIII Premios Unión de Actores y Actrices                | 2009 | Actor Protagonista de televisión | FINALISTA | La Señora                |
| Premios Racimo                                           | 2008 | CINE                             | GANADOR   | .                        |
| XVI Premios de la Unión de Actores y Actrices            | 2006 | CINE Mejor Actor de Reparto      | FINALISTA | Los Borgia               |
| Premio de Teatro, Provincia de Valladolid                | 2004 | TEATRO                           | GANADOR   | .                        |
| XII Premios de la Unión de Actores y Actrices            | 2003 | TEATRO Actor protagonista        | FINALISTA | La gaviota               |
| VII edición premios Max de las Artes Escénicas           | 2003 | TEATRO Mejor Actor Protagonista  | FINALISTA | La gaviota               |
| XVII Goya                                                | 2003 | CINE Mejor Actor Revelación      | FINALISTA | El alquimista impaciente |
| Premios Turia                                            | 2003 | Interpretación cinematográfica   | GANADOR   | El alquimista impaciente |

Roberto Enríquez ganó el premio al mejor actor por Nubes de verano, 'El principio de Arquímedes y La mirada violeta en la XII edición de los Premios de Cine Hotel Olid Meliá, de Valladolid.
Roberto Enríquez fue ganador del Octavo Premio Escaparate Valladolid 2011.
Roberto Enríquez premio ‘Piñón de Oro’ 2013 que otorga anualmente la Casa de Valladolid en Madrid